# Такахасі Котаро
Такахасі Котаро (15 березня 1994) — японський плавець.
Учасник Олімпійських Ігор 2020 року, де в естафеті 4x200 метрів вільним стилем його збірна посіла 12-те місце і не потрапила до фіналу.